# Bornich
Bornich település Németországban, Rajna-vidék-Pfalz tartományban. Lakosainak száma 930 fő (2023. december 31.). Bornich Reichenberg és Patersberg községekkel határos.

## Népesség
A település népességének változása:
| Lakosok száma | 987  | 935  | 933  | 942  | 951  | 930  |
|               | 1975 | 2017 | 2019 | 2021 | 2022 | 2023 |